# Traisenpark

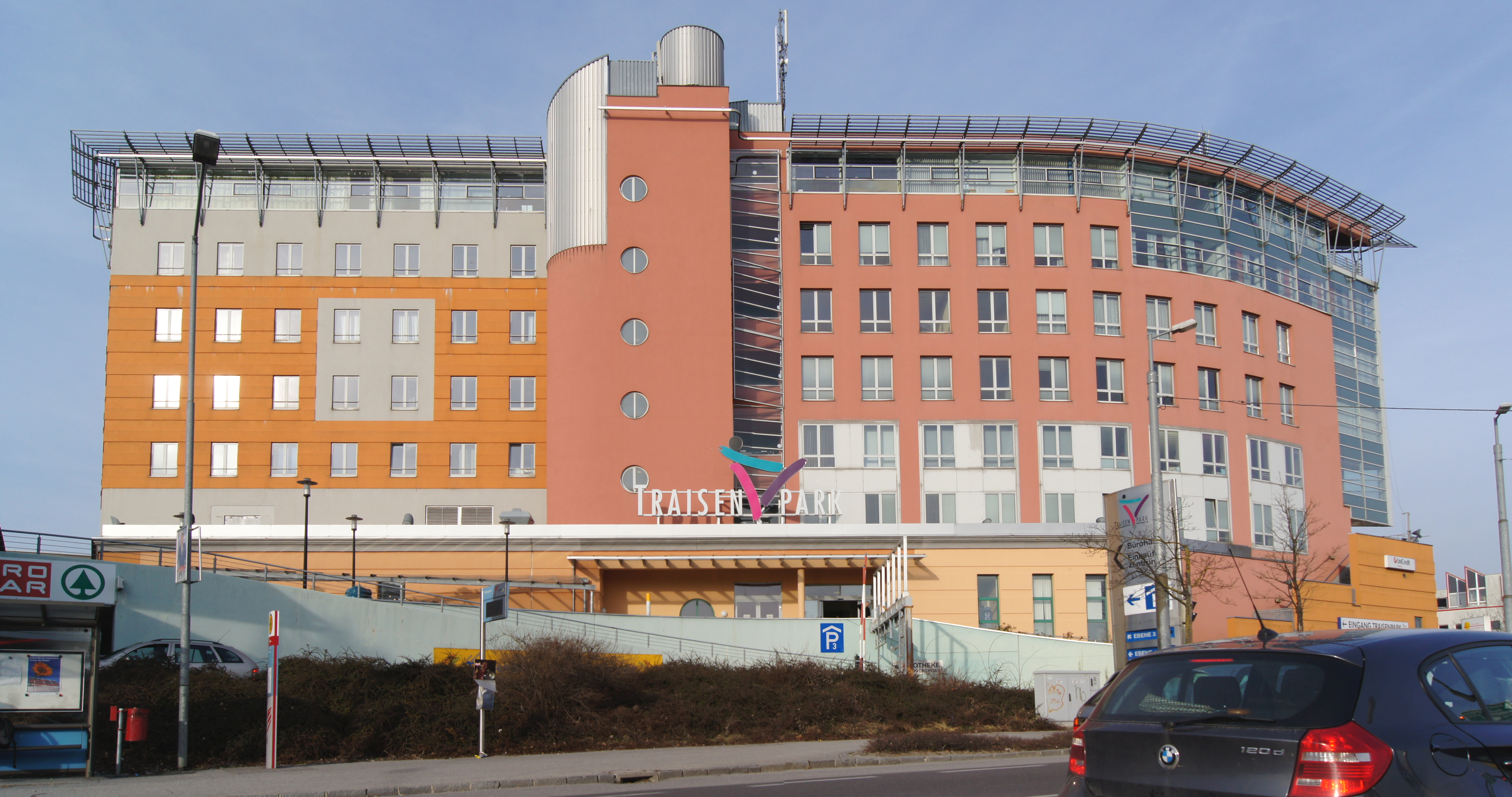
Der an der Ostseite gelegene Büroturm

Das aktuelle Traisenpark-Logo

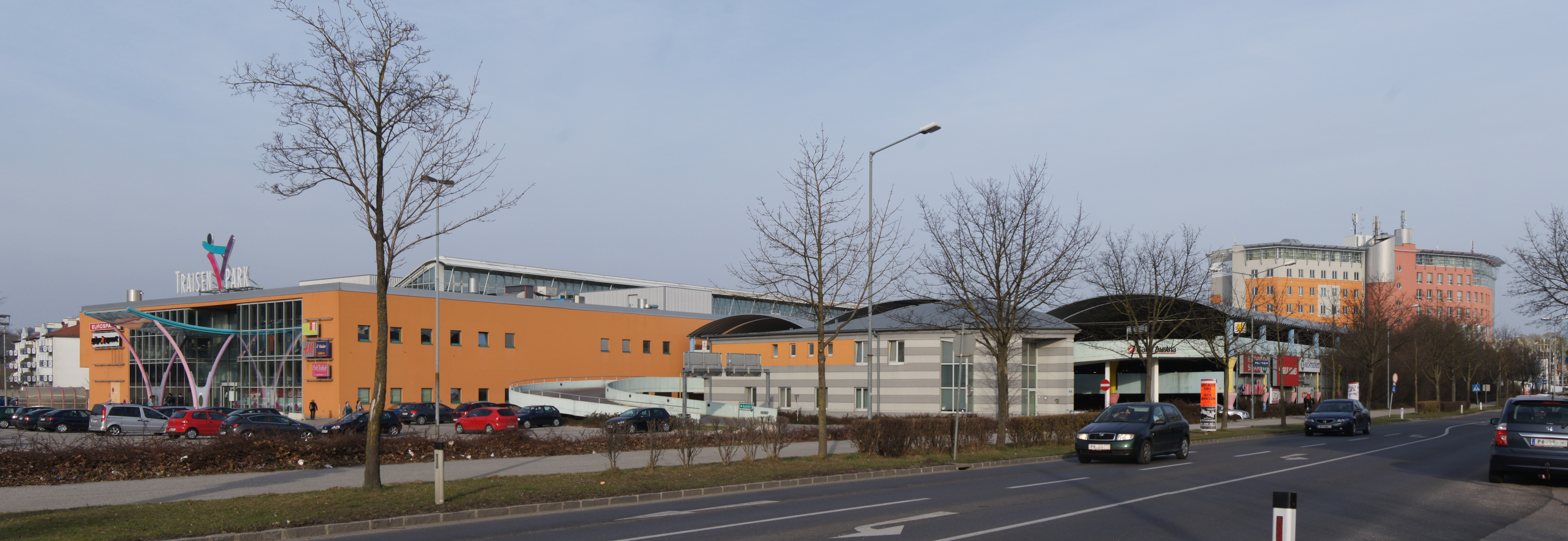
Der Traisenpark von Südwesten aus gesehen

Der Traisenpark ist ein Einkaufszentrum im St. Pöltner Stadtteil Viehofen. 
Mit 88 Geschäften und 35.000 m² Verkaufsfläche ist der Traisenpark nach der Shopping City Süd und dem Fischapark in Wiener Neustadt das drittgrößte Einkaufszentrum Niederösterreichs. Den jährlich etwa 3 Millionen Kunden stehen 1.200 Parkplätze zur Verfügung.

## Eigentümer
Der Traisenpark war im Besitz der Traisenpark Einkaufen-Freizeit Errichtungs- und VermietungsgmbH, im Dezember 2007 übernahm der australische Investor APN Funds Management das Einkaufszentrum um 61,5 Millionen Euro. Ende 2011 wurde der Traisenpark von Convergenta Invest GmbH übernommen, einer Investmentfirma in Besitz von Erich Kellerhals. Der Verkaufspreis wird erneut auf 61,5 Millionen Euro geschätzt.

## Verkehr und Sicherheit
Für Viehofen ist der Traisenpark insbesondere durch die integrierte Polizeiwachstube bedeutsam.
Dank der Lage an der Adolf-Schärf-Straße besteht eine gute Anbindung an das örtliche und überregionale Individualverkehrsnetz. So ist man in kurzer Zeit von der Wiener Straße (B1), der Kremser Schnellstraße (S33) und der West Autobahn (A1) beim Traisenpark.
Dasselbe gilt für den öffentlichen Verkehr. Im Zuge des Baus wurden hier Haltestellen von Bus und Bahn (2002: Eröffnung der Haltestelle St. Pölten-Traisenpark) angelegt.

## Architektur
Markantester Bau des Gebäudekomplexes ist der rot gefärbte Büroturm mit 31 Metern Höhe. Dieser beherbergt neben Büros einige Arztpraxen sowie ein Fitnesscenter. 
Eine Besonderheit bildet die 1000 Sitzplätze umfassende Promotion- und Eishalle, die auch für andere als für Eissportveranstaltungen zur Verfügung stand. Mittlerweile wurde der Betrieb als Eishalle zugunsten der neuen Eishalle bei der Landessportschule eingestellt.
Der Mallbereich ist nahezu komplett mit Glas überdacht, was für eine natürliche Lichtdurchflutung sorgt. Um das in überdachten Einkaufsstraßen übliche künstliche Kleinklima zu umgehen, wurden großzügige Lüftungskippfenster vorgesehen, die für eine natürliche Entwärmung und Durchlüftung sorgen.
Das Design des dreigeschoßigen Parkdecks wird durch die massiven gedrungenen Pilzsäulen und die stählerne Dachkonstruktion geprägt. Die in kräftigem Rot, Blau und Gelb gehaltenen Stützen stehen in deutlichem Kontrast zu den metallisch glatten Oberflächen der Dachhaut. Um das bei Einrichtungen dieser Art üblicherweise eher benachteiligte Obergeschoß aufzuwerten, wurde der Hauptzugang vom Parkdeck zur oberen Ebene hin angeordnet.

## Geschichte
Zwischen 23. April 1991 und 29. Oktober 1992 wurde die erste Stufe erbaut. Zuvor mussten zunächst etwa 1000 Schotterpfähle in die Tiefe getrieben werden, um die Tragfähigkeit des Untergrundes zu verbessern. Erst danach konnte man mit den eigentlichen Hochbauarbeiten beginnen. Die gesamte Konstruktionsdauer betrug 18 Monate, die Investitionen rund 40 Millionen Euro.
2001 wurde der Traisenpark im westlichen Teil um ca. 3.000 m² Verkaufsfläche erweitert, die Ostseite wurde restrukturiert.